# Distretto di Ghardaïa
Il distretto di Ghardaïa è un distretto della provincia di Ghardaïa, in Algeria, con capoluogo Ghardaïa.

## Comuni
Il distretto di Ghardaïa comprende 1 comune:
- Ghardaïa